# Immortalized
Albums de Disturbed
The Lost Children
(2011) Evolution
(2018)
Singles
1. The Vengeful One
Sortie : 23 juin 2015

Immortalized est le sixième album studio du groupe américain de nu metal Disturbed sorti le 21 août 2015. La chanson numéro 11 The Sound of Silence est une reprise de Simon and Garfunkel.

## Liste des chansons
| No  | Titre                                   | Durée |
| --- | --------------------------------------- | ----- |
| 1.  | The Eye of the Storm                    | 1:20  |
| 2.  | Immortalized                            | 4:17  |
| 3.  | The Vengeful One                        | 4:12  |
| 4.  | Open Your Eyes                          | 3:55  |
| 5.  | The Light                               | 4:15  |
| 6.  | What Are You Waiting For                | 4:03  |
| 7.  | You're Mine                             | 4:54  |
| 8.  | Who                                     | 4:45  |
| 9.  | Save Our Last Goodbye                   | 5:03  |
| 10. | Fire It Up                              | 4:05  |
| 11. | The Sound of Silence                    | 4:06  |
| 12. | Never Wrong                             | 3:32  |
| 13. | Who Taught You How to Hate              | 4:56  |
| 14. | Tyrant (Édition deluxe)                 | 3:29  |
| 15. | Legions Of Monsters (Édition deluxe)    | 4:23  |
| 16. | The Brave and The Bold (Édition deluxe) | 4:34  |
| 17. | Warning Sign (Édition digitale)         | 3:28  |